# Kościół św. Wojciecha i św. Katarzyny w Boluminku
Kościół świętego Wojciecha i świętej Katarzyny w Boluminku – rzymskokatolicki kościół parafialny należący do parafii pod tym samym wezwaniem (dekanat Unisław diecezji toruńskiej).

## Historia
Jest to świątynia wzniesiona w latach 1755–1777 w stylu późnobarokowym. W latach 1909–1910 kościół został znacznie rozbudowany o transept, nowe prezbiterium z zakrystiami i wieżę od strony zachodniej. Wieża otrzymała styl neogotycki z dachem hełmowym zwieńczonym krzyżem, z kolei transept powstał w stylu neobarokowym. Z pierwotnej świątyni zachowała się tylko nawa na planie prostokąta. Oryginalna elewacja zachowała się częściowo, jest zasłonięta wieżą i podzielona pilastrami. Budowla jest orientowana, murowana, wybudowana z cegły, otynkowana i jednonawowa. 

## Architektura i wyposażenie
Wnętrze świątyni jest nakryte drewnianym sklepieniem kolebkowym, ozdobionym barwnymi polichromiami. Na szczególną uwagę zasługuje łuk tęczowy ozdobiony malowanymi wizerunkami aniołów. W absydalnym prezbiterium jest umieszczony ołtarz główny w stylu rokokowym z drugiej połowy XVIII wieku, ozdobiony obrazem Ukrzyżowania z XVIII wieku oraz figurami apostołów i Matki Boskiej z Dzieciątkiem z około 1500 roku, w środkowej części nastawy. W ołtarzach bocznych są umieszczone obrazy przedstawiające Chrystusa i Matkę Boską, chociaż na wyjątkową uwagę zasługują rzeźby św. Barbary i św. Józefa z drugiej połowy XVIII wieku, jak i obraz św. Jana Nepomucena. Oprócz tego zachowała się ambona w stylu klasycystycznym z połowy XIX wieku oraz niezwykła chrzcielnica datowana na XVII stulecie. Nad wejściem znajduje się drewniana empora chóru, ozdobiona dwoma późnogotyckimi popiersiami niezidentyfikowanych papieży z I połowy XVI stulecia. W emporze z kolei są umieszczone organy wybudowane w 1910 roku przez firmę organmistrzowską Paula Voelknera z Bydgoszczy. W oknach kościoła znajdują się, bardzo ciekawe witraże, wykonane z ogromną pieczołowitością, na przykład z wizerunkiem św. Wojciecha z 1909 roku. Należy też wspomnieć o pięknych, malowanych scenach Drogi Krzyżowej, umieszczonych na bocznych ścianach świątyni.